# Чемпіонат світу з легкої атлетики 2005
Чемпіонат світу з легкої атлетики 2005 був проведений 6-14 серпня на Олімпійському стадіоні в Гельсінкі.
Спершу право провести чемпіонат виборов Лондон, але британський уряд, провівши експертизу, вирішив, що будівництво нового легкоатлетичного комплексу є нерентабельним. Внаслідок цього Британський легкоатлетичний союз запропонував провести чемпіонат у Шеффілді. Однак Міжнародна асоціація легкоатлетичних федерацій не пристала на цю пропозицію і вирішила провести повторні вибори міста-організатора змагань.
Заявки на проведення чемпіонату подали Берлін, Брюссель, Будапешт, Гельсінкі, Москва і Рим. 14 квітня 2002 Рада ІААФ вирішила питання на користь столиці Фінляндії.

## Призери

### Чоловіки
| Дисципліна                | Золото                                                                                             | Золото     | Срібло                                                                                          | Срібло     | Бронза                                                                              | Бронза      |
| ------------------------- | -------------------------------------------------------------------------------------------------- | ---------- | ----------------------------------------------------------------------------------------------- | ---------- | ----------------------------------------------------------------------------------- | ----------- |
| 100 метрів                | Джастін Гетлін США                                                                                 | 9,88 SB    | Майкл Фрейтер Ямайка                                                                            | 10,05      | Кім Коллінз Сент-Кіттс і Невіс                                                      | 10,05       |
| 200 метрів                | Джастін Гетлін США                                                                                 | 20,04      | Воллес Спірмон США                                                                              | 20,20      | Джон Кепел США                                                                      | 20,31 SB    |
| 400 метрів                | Джеремі Ворінер США                                                                                | 43,93 WL   | Ендрю Рок США                                                                                   | 44,35 PB   | Тайлер Крістофер Канада                                                             | 44,44 NR    |
| 800 метрів                | Рашид Рамзі Бахрейн                                                                                | 1.44,24 SB | Юрій Борзаковський Росія                                                                        | 1.44,51    | Вільям Ямпой Кенія                                                                  | 1.44,55     |
| 1500 метрів               | Рашид Рамзі Бахрейн                                                                                | 3.37,88    | Аділь Кауш Марокко                                                                              | 3.38,00 SB | Руй Сілва Португалія                                                                | 3.38,02     |
| 5000 метрів               | Бенджамін Лімо Кенія                                                                               | 13.32,55   | Сілеші Сігіне Ефіопія                                                                           | 13.32,81   | Крейг Моттрем Австралія                                                             | 13.32,96    |
| 10000 метрів              | Кененіса Бекеле Ефіопія                                                                            | 27.08,33   | Сілеші Сігіне Ефіопія                                                                           | 27.08,87   | Мозес Мозоп Кенія                                                                   | 27.08,96 PB |
| 110 метрів з бар'єрами    | Ладжі Дукуре Франція                                                                               | 13,07      | Лю Сян КНР                                                                                      | 13,08      | Аллен Джонсон США                                                                   | 13,10       |
| 400 метрів з бар'єрами    | Бершон Джексон США                                                                                 | 47,30 PB   | Джеймс Картер США                                                                               | 47,43 PB   | Дай Тамесуе Японія                                                                  | 48,10 SB    |
| 3000 метрів з перешкодами | Саїф Саїд Шахін Катар                                                                              | 8.13,31    | Єзекіїль Кембої Кенія                                                                           | 8.14,95    | Брімін Кіпруто Кенія                                                                | 8.15,30     |
| 4×100 метрів              | ФранціяЛаджі Дукуре Рональд Поньйон Едді де Лепін Люеї Дові Удере Канкарафу (забіг)                | 38,08 SB   | Тринідад і ТобагоКевон П'єрр Марк Бернз Джейсі Гарпер Даррел Браун                              | 38,10 NR   | Велика БританіяДжейсон Гарденер Марлон Девоніш Крістіан Малкольм Марк Льюїс-Френсіс | 38,27       |
| 4×400 метрів              | СШАЕндрю Рок Деррік Брю Дарольд Вільямсон Джеремі Ворінер Майлс Сміт (забіг) Лашон Меррітт (забіг) | 2.56,91 WL | Багамські ОстровиНатаніель Маккіні Евард Монкер Ендрей Вільямс Кріс Браун Трой Макінтош (забіг) | 2.57,32 NR | ЯмайкаСанджей Ейр Брендон Сімпсон Ленсфорд Спенс Давіан Кларк Майкл Блеквуд (забіг) | 2.58,07 SB  |
| Марафон                   | Джауад Гаріб Марокко                                                                               | 2:10.10    | Крістофер Ісенгве Танзанія                                                                      | 2:10.21 PB | Огата Цуйосі Японія                                                                 | 2:11.16 SB  |
| Ходьба 20 кілометрів      | Джефферсон Перес Еквадор                                                                           | 1:18.35 SB | Франсіско Хав'єр Фернандес Іспанія                                                              | 1:19.36    | Хуан Мануель Моліна Іспанія                                                         | 1:19.44 PB  |
| Ходьба 50 кілометрів      | Сергій Кирдяпкін Росія                                                                             | 3:38.08 PB | Олексій Воєводін Росія                                                                          | 3:41.25    | Алекс Швацер Італія                                                                 | 3:41.54 NR  |
| Стрибки у висоту          | Юрій Кримаренко Україна                                                                            | 2,32       | Віктор Моя КубаЯрослав Рибаков Росія                                                            | 2,29       | не вручалась                                                                        |             |
| Стрибки з жердиною        | Ренс Блом Нідерланди                                                                               | 5,80       | Бред Вокер США                                                                                  | 5,75       | Павло Герасимов Росія                                                               | 5,65        |
| Стрибки в довжину         | Двайт Філліпс США                                                                                  | 8,60 SB    | Ігнісіус Гайса Гана                                                                             | 8,34 NR    | Томмі Евіля Фінляндія                                                               | 8,25        |
| Потрійний стрибок         | Волтер Девіс США                                                                                   | 17,57      | Йоандрі Бетансос Куба                                                                           | 17,42      | Маріан Опря Румунія                                                                 | 17,40       |
| Штовхання ядра            | Адам Нельсон США                                                                                   | 21,73      | Рутгер Сміт Нідерланди                                                                          | 21,29      | Ральф Бартельс Німеччина                                                            | 20,99       |
| Метання диска             | Віргіліюс Алекна Литва                                                                             | 70,17 CR   | Герд Кантер Естонія                                                                             | 68,57      | Міхаель Мелленбек Німеччина                                                         | 65,95       |
| Метання молота            | Вадим Дев'ятовський Білорусь                                                                       | 82,60      | Шимон Зюлковський Польща                                                                        | 79,35      | Маркус Ессер Німеччина                                                              | 79,16       |
| Метання списа             | Андрус Вярнік Естонія                                                                              | 87,17      | Андреас Торкільдсен Норвегія                                                                    | 86,18      | Сергій Макаров Росія                                                                | 83,54       |
| Десятиборство             | Браян Клей США                                                                                     | 8732 SB    | Роман Шебрле Чехія                                                                              | 8521       | Аттіла Живоцькі Угорщина                                                            | 8385        |

### Жінки
| Дисципліна                | Золото | Золото      | Срібло                                                                                        | Срібло      | Бронза                                                                    | Бронза     |
| ------------------------- | --- | ----------- | --------------------------------------------------------------------------------------------- | ----------- | ------------------------------------------------------------------------- | ---------- |
| 100 метрів                | Лорін Вільямс США                                                                                                  | 10,93       | Вероніка Кемпбелл Ямайка                                                                      | 10,95 SB    | Крістін Аррон Франція                                                     | 10,98      |
| 200 метрів                | Еллісон Фелікс США                                                                                                 | 22,16       | Рейчел Бун-Сміт США                                                                           | 22,31       | Крістін Аррон Франція                                                     | 22,31 SB   |
| 400 метрів                | Тонік Вільямс-Дарлінг Багамські Острови                                                                            | 49,55 SB    | Саня Річардс США                                                                              | 49,74       | Ана Гевара Мексика                                                        | 49,81 SB   |
| 800 метрів                | Сулія Калатаюд Куба                                                                                                | 1.58,82     | Гасна Бенгассі Марокко                                                                        | 1.59,42     | Тетяна Андріанова Росія                                                   | 1.59,60    |
| 1500 метрів               | Тетяна Томашова Росія                                                                                              | 4.00,35 SB  | Ольга Єгорова Росія                                                                           | 4.01,46     | Бушра Гез'єль Франція                                                     | 4.02,45    |
| 5000 метрів               | Тірунеш Дібаба Ефіопія                                                                                             | 14.38,59 CR | Месерет Дефар Ефіопія                                                                         | 14.39,54    | Еджегаєгу Дібаба Ефіопія                                                  | 14.42,47   |
| 10000 метрів              | Тірунеш Дібаба Ефіопія                                                                                             | 30.24,02    | Берхане Адере Ефіопія                                                                         | 30.25,41 SB | Еджегаєгу Дібаба Ефіопія                                                  | 30.26,00   |
| 100 метрів з бар'єрами    | Мішель Перрі США                                                                                                   | 12,66       | Деллорін Енніс-Ландон Ямайка                                                                  | 12,76       | Бріджит Фостер-Гілтон Ямайка                                              | 12,76      |
| 400 метрів з бар'єрами    | Юлія Печонкіна Росія                                                                                               | 52,90 WL    | Лашинда Демус США                                                                             | 53,27 PB    | Сандра Гловер США                                                         | 53,32 PB   |
| 3000 метрів з перешкодами | Доркус Індзікуру Уганда                                                                                            | 9.18,24 CR  | Катерина Волкова Росія                                                                        | 9.20,47     | Джеруто Кіптум Кенія                                                      | 9.26,95 NR |
| 4×100 метрів              | СШААнджела Дейгл Муна Лі Меліса Барбер Лорін Вільямс                                                               | 41,78 WL    | ЯмайкаДанієль Браунінг Шерон Сімпсон Елін Бейлі Вероніка Кемпбелл Беверлі Мак-Дональд (забіг) | 41,99 SB    | БілорусьЮлія Нестеренко Наталія Сологуб Олена Невмержицька Оксана Драгун  | 42,56 NR   |
| 4×400 метрів              | РосіяЮлія Печонкіна Олеся Красномовець Наталія Антюх Світлана Поспєлова Тетяна Фірова (забіг) Олеся Зикіна (забіг) | 3.20,95     | ЯмайкаШеріка Вільямс Новлін Вільямс Ронетта Сміт Лоррейн Фентон                               | 3.23,29 SB  | Велика БританіяЛі Макконелл Донна Фрейзер Нікола Сандерс Крістін Огуруоґу | 3.24,44 SB |
| Марафон                   | Пола Редкліфф Велика Британія                                                                                      | 2:20.57 CR  | Кетрін Ндереба Кенія                                                                          | 2:22.01 SB  | Константіна Томеску Румунія                                               | 2:23.19    |
| Ходьба 20 кілометрів      | Олімпіада Іванова Росія                                                                                            | 1:25.41 WL  | Ріта Турова Білорусь                                                                          | 1:27.05 NR  | Сузана Фейтор Португалія                                                  | 1:28.44 SB |
| Стрибки у висоту          | Кайса Бергквіст Швеція                                                                                             | 2,02        | Шонте Говард США                                                                              | 2,00        | Емма Грін Швеція                                                          | 1,96       |
| Стрибки з жердиною        | Олена Ісінбаєва Росія                                                                                              | 5,01 WR     | Моніка Пирек Польща                                                                           | 4,60        | Павла Гамачкова Чехія                                                     | 4,50       |
| Стрибки в довжину         | Тіанна Медісон США                                                                                                 | 6,89 PB     | Юніс Барбер Франція                                                                           | 6,76        | Яргеліс Савіньє Куба                                                      | 6,69       |
| Потрійний стрибок         | Треша Сміт Ямайка                                                                                                  | 15,11 WL    | Яргеліс Савіньє Куба                                                                          | 14,82 PB    | Анна Пятих Росія                                                          | 14,78      |
| Штовхання ядра            | Ольга Рябінкіна Росія                                                                                              | 19,64       | Валері Вілі Нова Зеландія                                                                     | 19,62       | Надін Кляйнерт Німеччина                                                  | 19,07      |
| Метання диска             | Франка Дітцш Німеччина                                                                                             | 66,56 SB    | Наталія Садова Росія                                                                          | 64,33       | Вера Поспішилова-Цехлова Чехія                                            | 63,19      |
| Метання молота            | Їпсі Морено Куба                                                                                                   | 73,08       | Тетяна Лисенко Росія                                                                          | 72,46       | Мануела Монтебрюн Франція                                                 | 71,14      |
| Метання списа             | Ослейдіс Менендес Куба                                                                                             | 71,70 WR    | Крістіна Оберґфелль Німеччина                                                                 | 70,03 AR    | Штеффі Неріус Німеччина                                                   | 65,96      |
| Семиборство               | Кароліна Клюфт Швеція                                                                                              | 6887        | Юніс Барбер Франція                                                                           | 6824        | Маргарет Сімпсон Гана                                                     | 6375       |

## Медальний залік
| Місце                | Країна               | Золото | Срібло | Бронза | Загалом |
| -------------------- | -------------------- | ------ | ------ | ------ | ------- |
| 1                    | США                  | 14     | 8      | 3      | 25      |
| 2                    | Росія                | 7      | 7      | 4      | 18      |
| 3                    | Ефіопія              | 3      | 4      | 2      | 9       |
| 4                    | Куба                 | 3      | 3      | 1      | 7       |
| 5                    | Франція              | 2      | 2      | 4      | 8       |
| 6                    | Швеція               | 2      | 0      | 1      | 3       |
| 7                    | Бахрейн              | 2      | 0      | 0      | 2       |
| 8                    | Ямайка               | 1      | 5      | 2      | 8       |
| 9                    | Кенія                | 1      | 2      | 4      | 7       |
| 10                   | Марокко              | 1      | 2      | 0      | 3       |
| 11                   | Німеччина            | 1      | 1      | 5      | 7       |
| 12                   | Білорусь             | 1      | 1      | 1      | 3       |
| 13                   | Багамські Острови    | 1      | 1      | 0      | 2       |
| 13                   | Естонія              | 1      | 1      | 0      | 2       |
| 13                   | Нідерланди           | 1      | 1      | 0      | 2       |
| 16                   | Велика Британія      | 1      | 0      | 2      | 3       |
| 17                   | Еквадор              | 1      | 0      | 0      | 1       |
| 17                   | Катар                | 1      | 0      | 0      | 1       |
| 17                   | Литва                | 1      | 0      | 0      | 1       |
| 17                   | Уганда               | 1      | 0      | 0      | 1       |
| 17                   | Україна              | 1      | 0      | 0      | 1       |
| 22                   | Польща               | 0      | 2      | 0      | 2       |
| 23                   | Чехія                | 0      | 1      | 2      | 3       |
| 24                   | Іспанія              | 0      | 1      | 1      | 2       |
| 24                   | Гана                 | 0      | 1      | 1      | 2       |
| 26                   | Танзанія             | 0      | 1      | 0      | 1       |
| 26                   | Тринідад і Тобаго    | 0      | 1      | 0      | 1       |
| 26                   | КНР                  | 0      | 1      | 0      | 1       |
| 26                   | Нова Зеландія        | 0      | 1      | 0      | 1       |
| 26                   | Норвегія             | 0      | 1      | 0      | 1       |
| 31                   | Португалія           | 0      | 0      | 2      | 2       |
| 31                   | Румунія              | 0      | 0      | 2      | 2       |
| 31                   | Японія               | 0      | 0      | 2      | 2       |
| 34                   | Сент-Кіттс і Невіс   | 0      | 0      | 1      | 1       |
| 34                   | Італія               | 0      | 0      | 1      | 1       |
| 34                   | Австралія            | 0      | 0      | 1      | 1       |
| 34                   | Канада               | 0      | 0      | 1      | 1       |
| 34                   | Мексика              | 0      | 0      | 1      | 1       |
| 34                   | Угорщина             | 0      | 0      | 1      | 1       |
| 34                   | Фінляндія            | 0      | 0      | 1      | 1       |
| Загалом (40 збірних) | Загалом (40 збірних) | 47     | 48     | 46     | 141     |